# 平尾雅子

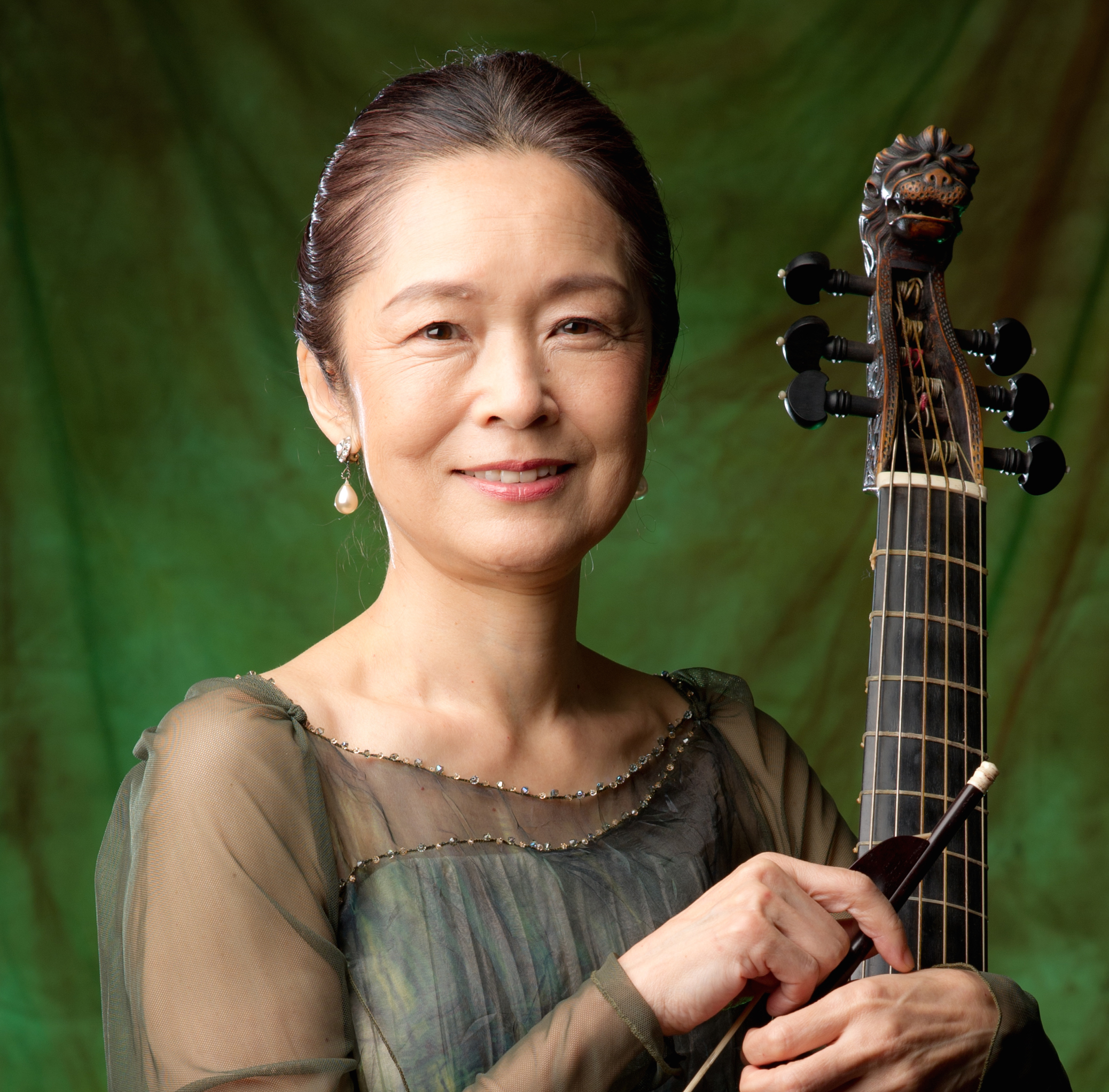

平尾 雅子（ひらお まさこ、1953年3月12日 - ）は、日本のヴィオラ・ダ・ガンバ奏者。

## 経歴
京都に生まれる。国立音楽大学楽理科にて大橋敏成にヴィオラ・ダ・ガンバの手ほどきを受ける。同校を卒業後、スイスのバーゼル・スコラ・カントルムに留学、ジョルディ・サバルに師事しディプロマを取得。さらにオランダのハーグ王立音楽院にてヴィーラント・クイケンに師事した。在欧中はサバル主宰、エスペリオンXX のメンバーとして活動した 。
帰国後は、長年に亘るディエゴ・オルティスの研究に基づく演奏会や、自らの古典舞踏の経験を生かしルネサンス舞曲やバロック舞曲に特化したダンサーとのコラボレーションなど、様々な企画を発表。国内での演奏活動の他、韓国やヨーロッパ各国（イタリア、スイス、フランス、ドイツ、オーストリア、スペイン、オランダ、ポーランド）でも、招待演奏家として、またエスペリオンXXI の客員メンバーとしてコンサートを行う。
国立音楽大学、京都市立芸術大学において教鞭をとる。富山古楽協会セミナー講師。

## ディスコグラフィ
- 『マラン・マレの横顔』 I - V（全盤レコード芸術誌特選盤。IVは第45回レコード芸術アカデミー賞 [音楽史部門] 受賞）
- 『J.S. バッハ、ヴィオラ・ダ・ガンバソナタ全3曲他』（同誌準特選盤）
- 『ディエゴ・オルティス、ルネサンス装飾の粋、レセルカーダ集＆典礼曲集』（同誌および朝日新聞特選盤）
- 『フランソワ・クープラン ヴィオルのための音楽』（同誌特選盤）

以上、コジマ録音（ALM）
- 『ダニューブ河のこだま』（同誌特選盤）
- 『王のパヴァーヌ』（同誌準特選盤）

以上、マイスターミュージックより

## 翻訳・校訂
- ディエゴ・オルティス『オルティス変奏論』 アルテスパブリッシング 2010 （濱田滋郎監修）
- ディエゴ・オルティス Recercate, for Viol and Harpsichord Edition Offenburg 2014